# 小笠原長氏
小笠原 長氏（おがさわら ながうじ）は、南北朝時代の武士。石見国邑智郡河本郷（現在の島根県邑智郡川本町）の温湯城を本拠とする国人・石見小笠原氏の第4代当主。

## 生涯
石見小笠原氏第3代当主の小笠原長胤の子として生まれる。
建武2年（1335年）、足利尊氏と後醍醐天皇の対立が激化し、足利尊氏討伐の勅命が下ると、父・長胤は初め宮方（南朝）に味方した。しかし、延元元年/建武3年（1336年）に上野頼兼が石見国で募兵を行うと、長胤は募兵に応じて武家方（北朝）へと転じた。武家方に転じた長胤は、長氏と共に石見国邇摩郡三久須での戦いで宮方の楠木氏を破る等の活躍をし、石見小笠原氏の所領を次第に拡大していった。
長胤と長氏は、宮方の佐波氏や福屋氏に対抗するための支城として赤城山城を築いていたが、領地の拡大に伴い、河本郷の会下谷に温湯城を築いて居城とした。温湯城は、石見小笠原氏の元々の所領である村之郷と、新たに所領となった三原という二大穀倉地帯の中間地点に位置しており、領地支配の中心的拠点となる恒久的居城とするために、長胤の晩年にあたる興国年間（1340年 - 1345年）に築城されたと考えられている。
興国7年/貞和2年（1346年）8月1日に長胤が死去し、長氏がその後を継いだ。
正平5年/観応元年（1350年）、高師泰と共に宮方の佐波顕連の居城・青杉城を攻撃し、佐波顕連を戦死させる。また、この時期から石見小笠原氏は銅ヶ丸を領有し、銅ヶ丸鉱山の経営を開始した。後年に石見小笠原氏が石見大森銀山と深い関係を持つようになるのも、この銅ヶ丸鉱山経営の経験によるものが大きいと考えられている。
宮方に転じた足利直冬追討のため、正平7年/文和元年（1352年）に石見守護に任じられた荒川詮頼が、正平8年/文和2年（1353年）に石見国へ下向した。しかし、有力国人の益田兼見や周布兼氏らをはじめとして、石見国では足利直冬に味方する勢力が多かったため、荒川詮頼は長氏を味方につけ、温湯城を足利直冬追討の拠点とした。正平9年/文和3年（1354年）、足利直冬は石見国の宮方勢力を率いて上洛を開始して長氏の温湯城を攻撃し、長氏らは村之郷へ一時退いた
弘和3年/永徳3年（1383年）8月1日に死去。嫡男の長義が後を継いだ。